# Этолия и Акарнания
Это́лия и Акарна́ния (греч. Αιτωλοακαρνανία), (официальное название ном Этолии и Акарнании (греч. Νομός Αιτωλίας και Ακαρνανίας)) — ном в Западной Греции. Самый большой по площади и один из самых слабозаселённых номов Греции. Образован путём объединения регионов Этолии и Акарнании. 
Около 1205 года Этолия и Акарнания вошли в состав Эпирского царства.
По историческим причинам, в наше время столицей региона является город Месолонгион, а крупнейшим городом и финансовым центром — город Агринион. В 2004 году построен мост «Рио-Антирио», который связывает материковую Грецию с Пелопоннесом. В то же время продолжает действовать паром. 
Другими важными городами являются Навпакт, Амфилохия, Воница, Астакос и Фермон. Наиболее важными портами являются порты Астакоса, Навпакта и Амфилохии.

## Выдающиеся люди
Одним из самых выдающихся людей Этолии является Святой Косма Этолийский, знаменитый своими пророчествами. Ряд его пророчеств уже произошли, причем буквально. В том числе создание телевизоров, телефонов, военных самолетов, а ранее - освобождение Греции от Османского ига. Кроме того, именно Святой Косма Этолийский высказал ряд пророчеств об освобождении Константинополя, который с 1453 года находится под властью турок.

## Экология
Озёра, морские и пресные лиманы Месолонгиона являются Национальным заповедником и включены в режим защиты согласно Конвенции Ramsar, а также в Европейскую сеть важных экологических регионов Natura-2000.В период миграции здесь встречаются более 300 видов птиц, из которых 1/3- редкие виды и виды, которым грозит исчезновение.